# Lepidobotryaceae
Lepidobotryaceae is een botanische naam, voor een familie van tweezaadlobbige planten. Een familie onder deze naam wordt pas de laatste decennia erkend door systemen van plantentaxonomie, en zo ook door het APG-systeem (1998) en het APG II-systeem (2003). Het gaat dan om een kleine familie van onzekere samenstelling, maar het aantal soorten zal op de vingers van één hand te tellen zijn.
In het APG-systeem (1998) was de familie niet in een orde ingedeeld.